# 有人必須死
《有人必須死》（西班牙語：Alguien tiene que morir）是西班牙和墨西哥合拍的Netflix原創驚悚電視劇，由墨西哥導演馬諾羅·卡羅開創，劇情設定於1950年代西班牙的弗朗西斯科·佛朗哥獨裁時期。演員陣容包括卡門·莫拉、塞西莉亞·蘇亞雷斯、艾那斯多·艾戴理歐、亞歷山卓·史匹哲、伊絲特·伊克斯波席多和佩拉·卡斯楚等人。
首季於2020年10月16日在Netflix上映。

## 演員及角色

### 主要角色
- 卡門·莫拉 飾演 安帕羅·法爾康（Amparo Falcón）：法爾康家的女主人，葛雷格里奧的母親，加比諾的祖母。
- 塞西莉亞·蘇亞雷斯（英语：Cecilia Suárez） 飾演 米娜·法爾康（Mina Falcón）：墨西哥人，葛雷格里奧的妻子，加比諾的母親。
- 艾那斯多·艾戴理歐（英语：Ernesto Alterio） 飾演 葛雷格里奧·法爾康（Gregorio Falcón）：加比諾的父親。
- 亞歷山卓·史匹哲 飾演 加比諾·法爾康（Gabino Falcón）；剛從墨西哥回國的西班牙青年。
- 艾薩克·赫南德茲（英语：Isaac Hernández） 飾演 拉查羅（Lázaro）：舞者，加比諾的墨西哥朋友。
- 伊絲特·伊克斯波席多 飾演 卡亞塔娜·阿爾達瑪（Cayetana Aldama）：加比諾的聯姻對象，阿爾達瑪鞋廠的千金，亞隆索的妹妹。
- 卡洛斯·奎瓦斯（英语：Carlos Cuevas） 飾演 亞隆索·阿爾達瑪（Alonso Aldama）：卡亞塔娜的哥哥，加比諾的朋友。

### 常設角色
- 瑪莉歐拉·福恩特斯（英语：Mariola Fuentes） 飾演 羅莎里奧（Rosario）：法爾康家的女傭。
- 佩拉·卡斯楚（英语：Pilar Castro） 飾演 貝倫·阿爾達瑪（Belén Aldama）：卡亞塔娜和亞隆索的母親。
- 胡安·卡洛斯·韋利多（英语：Juan Carlos Vellido） 飾演 桑托斯·阿爾達瑪（Santos Aldama）：阿爾達瑪鞋廠老闆，卡亞塔娜和亞隆索的父親。

### 客串角色
- 愛德華多·卡薩諾瓦（英语：Eduardo Casanova） 飾演 卡洛斯（Carlos）
- 曼努爾·莫倫（西班牙语：Manuel Morón） 飾演 費德里科（Don Federico）

## 集數
| 集數 | 標題                        | 導演        | 編劇                                                                          | 上線日期       |
| ---- | --------------------------- | ----------- | ----------------------------------------------------------------------------- | -------------- |
| 1    | 釋放獵物 Soltar la presa    | 馬諾羅·卡羅 | 馬諾羅·卡羅、莫妮卡·瑞維拉（Monika Revilla）和費南多·佩雷斯（Fernando Pérez） | 2020年10月16日 |
| 2    | 瞄準 Tomar puntería         | 馬諾羅·卡羅 | 馬諾羅·卡羅、莫妮卡·瑞維拉和費南多·佩雷斯                                     | 2020年10月16日 |
| 3    | 扣下扳機 Apretar el gatillo | 馬諾羅·卡羅 | 馬諾羅·卡羅、莫妮卡·瑞維拉和費南多·佩雷斯                                     | 2020年10月16日 |

## 獎項及提名
| 年份 | 大獎       | 獎項                         | 提名                         | 結果 | Ref.  |
| ---- | ---------- | ---------------------------- | ---------------------------- | ---- | ----- |
| 2021 | 同志媒體獎 | 傑出劇本電視影集（西班牙語） | 傑出劇本電視影集（西班牙語） | 提名 | [ 8 ] |

## 外部連結
- 互联网电影数据库（IMDb）上《有人必須死》的资料（英文）
- 在Netflix上觀看《有人必須死》